# Mambu (Bafut)
Ne doit pas être confondu avec Mambu.
Mambu est une localité siège de chefferie traditionnelle de 2e degré du Cameroun située dans la commune de Bafut et le département du Mezam.

## Population
Lors du recensement de 2005, on a dénombré 2 517 personnes. Soit 1 189 hommes et 1 328 femmes.

## Situation géographique
Mambu est situé à 6,5 km en voiture du centre de la commune de Bafut en passant par la route Mambu-Mundum, et à 10,1 km par la route Mambu-Nsani. Le village est situé à 6° 04′ 33,8″ de latitude N et 10° 04′ 53,5″ de longitude E. Il est limité au nord par le village Mbebili, et au sud par Bawum.

## Administration et Politique
Mambu est une chefferie traditionnelle de second degré. Elle dépend du Fondom (royaume) Bafut, qui est lui une chefferie de premier degré.

## Développement Local
Le village Mambu est bénéficiaire, avec tous les villages de la commune de Bafut, d'un projet de développement local piloté par le Programme National pour le Développement Participatif (PNDP). Ce projet touche à des secteurs tels que éducation secondaire, énergie et l'eau, travaux publics, agriculture, commerce, ou encore les affaires sociales.

## Éducation
Mambu est doté d'un établissement scolaire public, à savoir le Collège d'enseignement secondaire (CES) de Mambu.

## Santé
Côté Santé, Mambu est doté d'une formation sanitaire, Le Centre Médical Catholique Sainte Thérèse.